# Kościół Adwentystów Dnia Siódmego w Portugalii
Kościół Adwentystów Dnia Siódmego w Portugalii – adwentystyczny związek wyznaniowy w Portugalii, będący częścią globalnego Kościoła Adwentystów Dnia Siódmego. Kościół liczy 9449 wiernych.

## Statystyka
Adwentyzm dnia siódmego dotarł na tereny Portugalii w 1904 roku.
W 1982 roku w Portugalii było 5827 wiernych skupionych w 57 zborach.
W roku 1996 w Portugalii było już ponad 8 tys. adwentystów, w roku 2007 Portugalię zamieszkiwało już 9180 adwentystów. W 2017 roku Kościół osiągnął najwyższą w swojej historii liczbę wyznawców.
W 2017 roku było 9449 ochrzczonych dorosłych osób, skupionych w 94 zborach.
Kościół należy do wydziału intereuropejskiego Kościoła Adwentystów Dnia Siódmego.